# Círculos de fadas

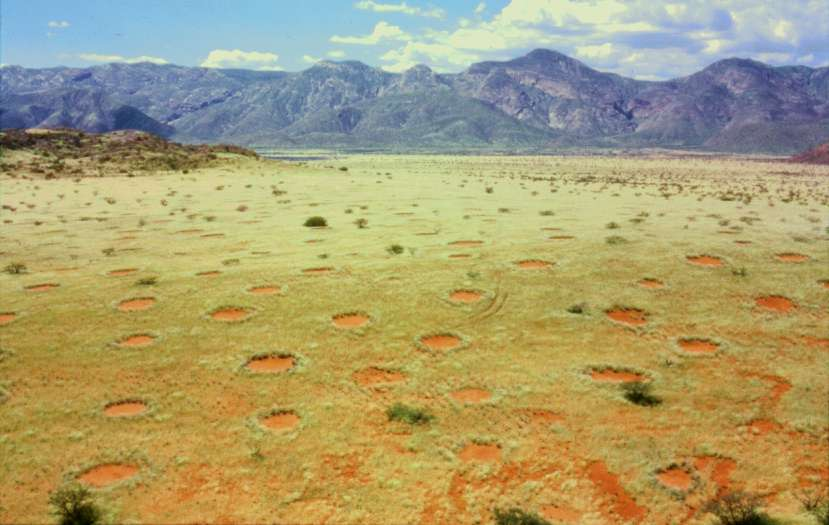
Círculos de fadas na Namíbia.

Os Círculos de fadas são trechos circulares de terra sem de plantas, variando entre 2 e 15 metros de diâmetro, geralmente rodeados por um anel  de grama. Até 2014, sabia-se que o fenômeno ocorria apenas nas regiões áridas do deserto do Namibe, mas esse fenômeno aparece também em Pilbara na Austrália Ocidental. 
Os círculos de fadas ocorrem tipicamente em vegetações gramíneas essencialmente monoespecífica, onde as condições são particularmente áridas. As gramíneas associadas são comumente espécies do gênero Stipagrostis. Estudos mostram que esses círculos passam por um ciclo de vida de cerca de 30 a 60 anos, Atingindo um pico de diâmetro de talvez 12 metros,  após o qual amadurecem e "morrem" à medida que são invadidos, principalmente pelas gramíneas.
Das várias hipóteses sobre sua origem, duas são as mais fortes. Uma aponta que as clareiras seriam fruto da ação dos cupins. A outra diz que esses padrões resultariam da interação entre a água escassa e as plantas. Durante anos os cientistas intrigados por esses círculos foram se agrupando em torno dessas duas hipóteses.
Ao eliminar a vegetação, os cupins favorecem o acúmulo de água sob o solo arenoso, algo vital para sua sobrevivência. “O anel de vegetação ao redor das clareiras, que é, na verdade, o que chamamos de círculo de fadas, aparece porque as plantas aproveitam esse acúmulo de água para crescer (e crescer mais que a vegetação entre os círculos) graças a um mecanismo pelo qual as raízes buscam os gradientes de água”, explica Bonachela, atualmente pesquisador na universidade escocesa de Strathclyde.

## Localização

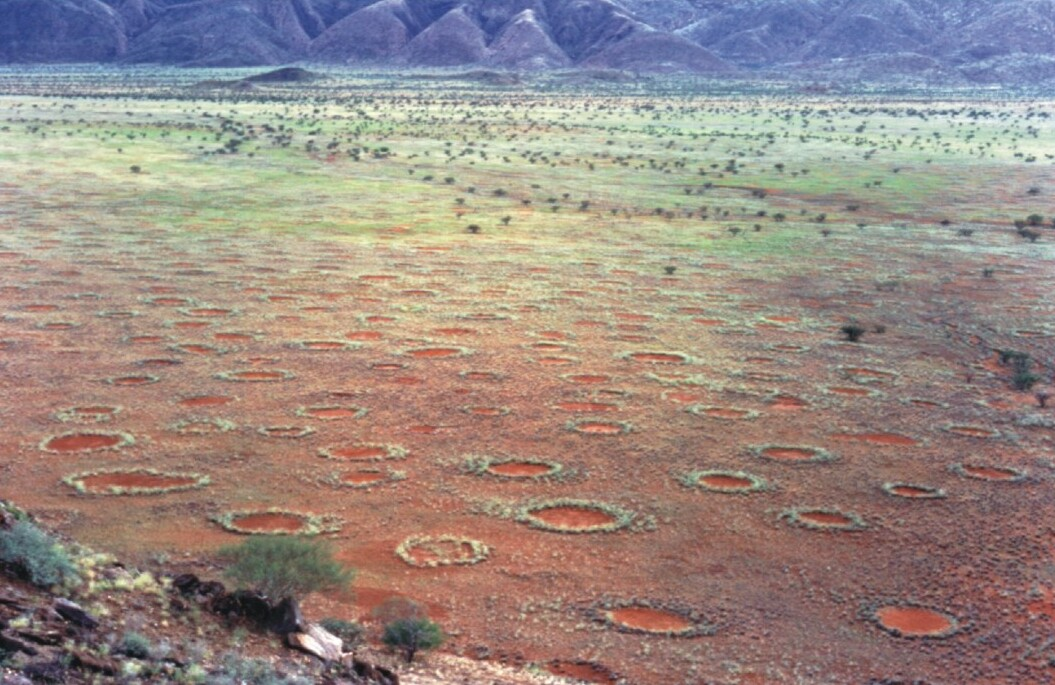

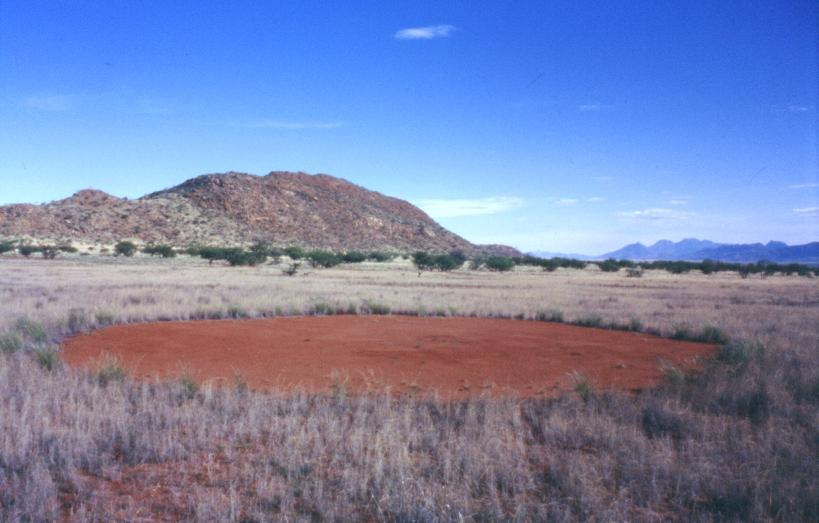

Na África, os círculos ocorrem em uma faixa de cerca de 160 km a partir do litoral, e se estendem do sul de Angola por cerca de 2.400 km até a província do Cabo Noroeste da África do Sul. É em grande parte uma região remota e inóspita, em grande parte a mais de cem milhas da vila mais próxima.
Exemplos podem ser encontrados em 24° 57′ S, 15° 56′ L (Namibia) e 23° 27′ S, 119° 51′ L (Australia).

## Mitos
Nos mitos orais do povo Himba, diz-se que esses fragmentos estéreis são as pegadas dos deuses. Tradicionalmente, os bosquímanos da região atribuiu poderes espirituais e mágicos a eles.
Outro mito, promovido por alguns guias turísticos, é que os círculos são formados por um dragão na terra e que o seu hálito venenoso mata a vegetação.